# Francesco Colucci (economista)
Francesco Colucci (Cerignola, 9 ottobre 1923 – Milano, giugno 2009) è stato un economista italiano.

## Biografia
Laureato in Scienze Politiche all'Università di Roma, è stato Direttore dei Servizi Economici della Confcommercio dal 1955 al 1963, poi Segretario Generale dell'Unione del Commercio del Turismo e dei Servizi della Provincia di Milano (odierna Confcommercio Imprese per l'Italia di Milano, Lodi, Monza e Brianza) fino al 1986 e anche dell'Unione Regionale Lombarda del Commercio, Turismo e Servizi, quindi Presidente di Expo CTS, l'ente delle manifestazioni fieristiche dei settori rappresentati dall'Unione del Commercio di Milano.
Nel 1986 succede a Giuseppe Orlando alla presidenza dell'Unione del Commercio di Milano, carica che mantiene sino al 1995.  Dal 1987 al 1995 è stato Presidente della Confcommercio.
A Francesco Colucci si deve la svolta sindacale ed organizzativa dell'associazione imprenditoriale da lui presieduta in conseguenza degli importanti mutamenti sociali, economici e tecnologici verificatisi intorno alla metà degli anni '80 che hanno coinvolto in maniera sostanziale tutto il mondo delle imprese e dell'intera società in generale.